# Фаафафине
Фаафафине (самоан. fa'afafine) — в полинезийской культуре (прежде всего, на Самоа) человек, имеющий женский гендер, но мужские половые признаки.
Термин «фаафафине» включает в себя префикс fa'a-, означающий «как, по образу» и корень fafine «женщина». Фаафафине с самого детства воспитываются как девочки, хотя и имеют мужские половые признаки. Роль фаафафине в обществе чётко определена: они заботятся о семье, воспитывают детей, выполняют работу по хозяйству и заботятся о старых и больных.
Фаафафине рассматриваются на Самоа как представители «третьего пола». Партнёром фаафафине обычно является мужчина; он не считается гомосексуалом.